# 诺基亚C6
Nokia C6為诺基亚將會在2010年第二季推出的C系3G智慧型手機。C6於2010年4月13日公佈。C6因外型與Nokia 5800相似及配有觸控式螢幕而被認為是Nokia 5800的QWERTY鍵盤版本；亦有人把此手機與諾基亞 N97比較，但是C6的QWERTY鍵盤不像N97的能以斜度打開。預計C6的零售價約在€220左右。C6跟其他诺基亚C系列同系手機一樣，以大量的Ovi套件作主打。C6的主要客戶是經常在社會網絡通訊（Social Networking）的人（例如Facebook、Windows Live Messenger等）。

## 規格

### 大小
- 尺寸: 113.4 x 53 x 16.8 mm
- 重量 (計電芯在內): 150 克
- 體積: 80 cc
- 推滑電阻式觸控螢幕

### 顯示及用戶界面
- 螢幕大小: 3.2"
- 解像度: 640 x 360 (nHD)
- 最高達 16.7 百萬色TFT彩色屏幕
- 電阻式觸控螢幕
- 光度調節
- 後側推滑鍵盤方向鍵

### 電源
- BL-4J 1200 mAh Li-Ion 電芯

### 記憶體
- 記憶卡插槽：Micro-SD (Micro-SDHC 可擴充至 16 GB[6]）
- 內部記憶體為 280 MB

### 連結性
- Bluetooth 2.0 版本
- 高速 USB 2.0 (micro USB 連接器)
- 3.5 mm AV 連接器

### 平台
- S60 5th edition
- FOTA (固件更新 Over The Air)
- 自動UI交替
- 軟件更新。

### 拍照功能
- 5 百萬像素相機 (2584 x 1938 pixels)，配以 LED 閃光燈 （後置）
- 3萬像素前置相機 (640 x 480 pixels)（QVGA 視像功能）

## 外部連結
- Nokia C6（页面存档备份，存于）
- RingHK.com -- 全港 NO.1 手機資訊網站（页面存档备份，存于）

### 有關影片
- Nokia C6（页面存档备份，存于）
- Nokia C6 brings the best messaging together